# Nihat Erim
Nihat Erim (1912-1980) va ser polític, acadèmic i jurista turc. Nascut el 1912, fou Primer ministre de Turquia de 1971 a 1972. Graduat en Dret l'any de 1936, va fer doctorat en París, conclòs el 1939.
Va ser el 13è primer ministre de Turquia durant gairebé 14 mesos després del Cop d'estat a Turquia de 1971. Va ser assassinat pel Partit/Front Revolucionari d'Alliberament Popular a Istanbul el 1980.